# Piłka nożna w Czechosłowacji
Piłka nożna (cz. Fotbal fɔdbal, słow. Futbal ˈfudbaɫ) była najpopularniejszym sportem w Czechosłowacji. Jej głównym organizatorem na terenie Czechosłowacji pozostawał Československý fotbalový svaz (ČSFS).
Piłkarska reprezentacja Czechosłowacji jeden raz zdobyła mistrzostwa Europy (1976) i 1 złoty medal olimpijski (1980)..
W 1. czechosłowackiej lidze grały najbardziej znane kluby świata, takie jak Sparta Praga, Slavia Praga, Dukla Praga, Slovan Bratysława i Spartak Trnawa.

## Historia

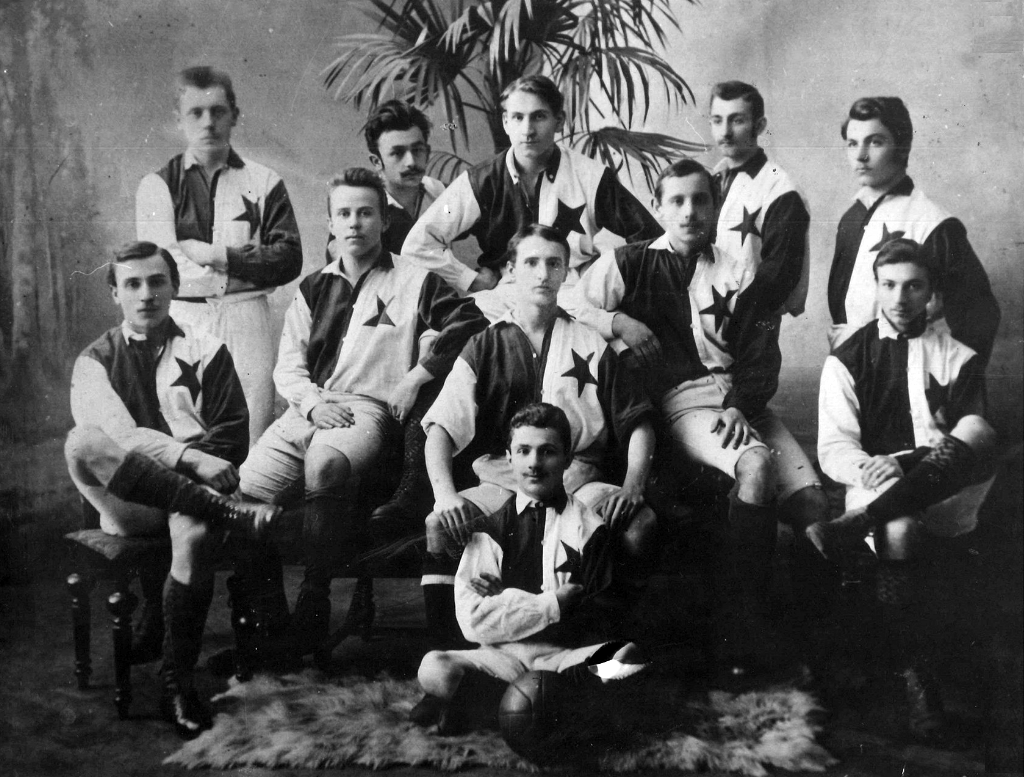
Piłkarze Slavii w 1901 roku.

Piłka nożna zaczęła zyskiwać popularność w Czechosłowacji pod koniec XIX wieku, a została przywieziona przez społeczność niemiecką i brytyjską. Mówi się, że w 1887 r. fizjolog prof. Hering przywiózł ze swoich podróży angielskiego asystenta, który zapoznał uczniów na ulicy Albertov w tajniki tej gry. Ale nikt nie zna nazwiska tego pioniera. Historycznie pierwszy udokumentowany mecz w Czechosłowacji odbył się 29 września 1887 r. w Roudnice na Labem pomiędzy piłkarzami miejscowego AC (Česki Athletic Club) a klubem Sokoly. W 1892 w Pradze powstał pierwszy czeski klub piłkarski SK Slavia Praha oraz niemiecki Deutscher FC Prag, potem następne. W latach 1896–1924 na terenie Czech i Moraw nieregularnie odbywały się turnieje o Mistrzostwo Czech i Moraw. Jednak w tym czasie tylko cztery edycje (1912, 1913, 1919 i 1922) obejmowały mistrzostwa w całym kraju. Mistrzem Czechosłowacji trzykrotnie została AC Sparta Praga i jeden raz Slavia Praga. Tytuły te zyskały status nieoficjalny, ponieważ nie była to w pełni konkurencyjna liga. W związku z tym można przeczytać w niektórych źródłach historycznych, że Sparta ma 35 tytułów (32) i Slavia 17 (16).
26 marca 1922 roku została założona czechosłowacka federacja piłkarska – ČSSF (czes. Československý svaz footballový) (od 1901 funkcjonował czeski ČSF - Český svaz footballový). W jego skład weszły Czechosłowacki Związek Piłki Nożnej (Československý svaz footballový), Niemiecki Związek Piłki Nożnej (DFV), Węgierski Związek Piłki Nożnej (MLSz), Konfederacja Żydowska i Polski Związek Piłki Nożnej (PZPN).
W 1922 związek zmienił nazwę na Československá associace footballová (ČSAF). W latach 1957–1968 używano innej nazwy - Československý svaz tělesné výchovy (ČSTV), z kolei od 1968 Československý fotbalový svaz (ČSFS). Po upadku komunizmu w demokratycznej republice federalnej przez dwa lata związek funkcjonował jako Československá fotbalová asociace (ČSFA).
Nawet po organizacji oficjalnych mistrzostw w 1925 roku, w rozgrywkach najpierw brały udział tylko kluby z Pragi i środkowych Czech. Od 1925 do sezonu 1932/33 roku na terenie Słowacji odbywały się osobne rozgrywki o Mistrzostwo Słowacji (słow. Zvazové Majstrovstvá Slovenska). Dopiero w sezonie 1929/30 do rozgrywek dołączyły zespoły z innych regionów Czech, w sezonie 1933/34 pierwszy zespół z Moraw, a w następnym sezonie 1934/35 zostały rozegrane w pełni ogólnokrajowe mistrzostwa Czechosłowacji (po raz pierwszy dołączyły słowackie zespoły). W rozgrywkach brało udział 12 zespołów, grając systemem kołowym. Zwycięzca turnieju otrzymywał tytuł mistrza Czechosłowacji.
W sezonie 1938/39, kiedy III Rzesza okupowała Czechosłowację, trwająca edycja (po 2 kolejkach) została przymusowo podzielona na mistrzostwa Czech i mistrzostwa Słowacji. Podzielone rozgrywki trwały 6 sezonów. Mistrzostwa Czech i Moraw wygrała czterokrotnie SK Slavia Praga i dwa razy AC Sparta Praga. Mistrzostwa Słowacji zostały zdominowane przez ŠK Slovan Bratysława, który w ciągu 5 lat zdobył 3 razy tytuł mistrza i 2 razy wicemistrza.
W 1945 po wyzwoleniu kraju od niemieckich wojsk kontynuowano rozgrywki o mistrzostwo Czechosłowacji w najwyższej lidze, zwanej Státní liga. Były tylko dwie zmiany formatu ligi - w 1948 roku na system wiosna-jesień, a w 1957 roku liga z powrotem wróciła do systemu jesienno-wiosennego, który jest używany w większości krajów europejskich.
Rozgrywki zostały rozwiązane w 1993 roku, gdy po rozpadzie Czechosłowacji powstały dwa państwa Czechy i Słowacja. Od sezonu 1993/94 wystartowały osobne rozgrywki w 1. česká fotbalová liga i 1. slovenská futbalová liga.

## Format rozgrywek ligowych
W obowiązującym systemie ligowym do 1993 roku jedynie najwyższa klasa rozgrywkowe była ogólnokrajową (1. liga). Na drugim poziomie rozgrywano w osobnych ligach w Czachach (ČNFL - Česká národní fotbalová liga) i na Słowacji (1.SNFL). Trzeci poziom składał się z 4 lig po 16 drużyn (po 2 z Czech - ČFL, MSFL i 2 ze Słowacji - 2. SNFL Východ, 2. SNFL Západ). Dopiero na czwartym poziomie pojawiają się grupy regionalne.

## Puchary
Rozgrywki pucharowe rozgrywane w Czechosłowacji to:
- Puchar Czechosłowacji (Československý pohár).